# Lappula ramulosa
Lappula ramulosa är en strävbladig växtart som beskrevs av C. J. Wang och X. D. Wang. Lappula ramulosa ingår i släktet piggfrön, och familjen strävbladiga växter. Inga underarter finns listade i Catalogue of Life.